# Miscogasterinae
Miscogasterinae Walker, 1833, è una delle più vaste sottofamiglie di insetti della famiglia degli Pteromalidi (Hymenoptera: Chalcidoidea) comprendente specie parassitoidi.

## Morfologia
In generale hanno il torace con i notauli completi, zampe posteriori fornite di due speroni nell'estremità distale delle tibie, addome peziolato. clipeo con superficie liscia o reticolata. Questi caratteri permettono di distinguere i Miscogasterini dagli Pteromalidi più frequenti, che rientrano nella sottofamiglia degli Pteromalini. Un altro carattere morfologico, non sempre presente, è il particolare ingrossamento della vena marginale.

## Biologia
I Miscogasterini sono generalmente parassitoidi associati a larve o pupe di Ditteri minatori di steli e foglie (Agromizidi, Tefritidi, Cecidomidi). Fra le varie specie, un numero più limitato è associato ad altri insetti, spesso minatori, come Lepidotteri fillominatori, Coleotteri, Imenotteri. Fra questi ultimi gli ospiti possono essere fitofagi (Diprionidi, Cinipedi) oppure parassitoidi (Braconidi), comportandosi in questo caso come iperparassiti. Gli ospiti primari degli iperparassiti sono spesso Rincoti Omotteri. Fra ausiliari predatori di Afidi si citano anche le larve dei Ditteri Sirfidi, che possono essere parassitizzate da alcune specie di Miscogasterini.

## Sistematica
I Miscogasterini rappresentano il secondo raggruppamento, in ordine di importanza numerica, all'interno della famiglia, con oltre circa 300 specie distribuite fra circa 30 generi:
- Ammeia
- Ardilea
- Blascoa
- Boucekina
- Callimerismus
- Ceratetra
- Collentis
- Drailea
- Glyphognathus
- Haliplogeton
- Halticoptera

- Halticopterina
- Harrizia
- Ksenoplata
- Lamprotatus
- Mauleus
- Merismus
- Miscogaster
- Neoskeloceras
- Nodisoplata
- Paralamprotatus
- Rhicnocoelia

- Schimitschekia
- Seladerma
- Sphaeripalpus
- Stictomischus
- Susteraia
- Telepsogina
- Thektogaster
- Thinodytes
- Tricyclomischus
- Tumor
- Xestomnaster